# 한승진
한승진(韓承珍, 1980년 8월 4일 ~ )은 KBO 리그 전 SK 와이번스의 포수이다. 현 SK 와이번스 전력분석원 및 매니저였다. 

## 출신학교
- 전주고등학교 (2000년 졸업)

## 등번호
- 2번